# Sorso Calcio 1985-1986
Questa voce raccoglie le informazioni riguardanti il Sorso Calcio nelle competizioni ufficiali della stagione 1985-1986.

## Rosa
| N. |                   | Ruolo | Calciatore           |
| -- | ----------------- | ----- | -------------------- |
|    | Italia (bandiera) | D     | Marco Appeddu        |
|    | Italia (bandiera) | P     | Alessandro Cau       |
|    | Italia (bandiera) | C     | Maurizio Cerasa      |
|    | Italia (bandiera) | C     | Gaudenzio Colla      |
|    | Italia (bandiera) | D     | Ilario Cozzi         |
|    | Italia (bandiera) | C     | Piero Delogu         |
|    | Italia (bandiera) | C     | Claudio Di Francesco |
|    | Italia (bandiera) | D     | Roberto Furiolu      |
|    | Italia (bandiera) | D     | Battistino Gallu     |
|    | Italia (bandiera) | C     | Massimo Garfagnini   |

| N. |                   | Ruolo | Calciatore            |
| -- | ----------------- | ----- | --------------------- |
|    | Italia (bandiera) | D     | Marco Leoncini        |
|    | Italia (bandiera) | C     | Bruno Lombardi        |
|    | Italia (bandiera) | C     | Alessandro Marcellino |
|    | Italia (bandiera) | A     | Salvatore Marongiu    |
|    | Italia (bandiera) | C     | Vincenzo Melis        |
|    | Italia (bandiera) | D     | Marco Mosti           |
|    | Italia (bandiera) | D     | Vittorio Mura         |
|    | Italia (bandiera) | A     | Antonio Piras         |
|    | Italia (bandiera) | P     | Stefano Vavoli        |